# SEG Plaza
SEG Plaza är en 291,6 meter hög skyskrapa i Shenzhen, Guangdong i Folkrepubliken Kina. Byggnaden har 71 våningsplan och invigdes 2000. För närvarande är det världens 144:e högsta byggnad och den 65:e högsta i Kina. Byggnaden är huvudkontor för Shenzhen Electronics Group.
Utsiktsvåningen på 69:e planet hade tidigare utsikt över Shenzhen och norra Hongkong men har omvandlats till kontorslokaler. Det är platsen för och uppkallad efter Shenzhen Electronics Group (SEG). Det kan nås med Huaqiang North Station och Huaqiang Road Station på Shenzhens tunnelbana.

## Historik

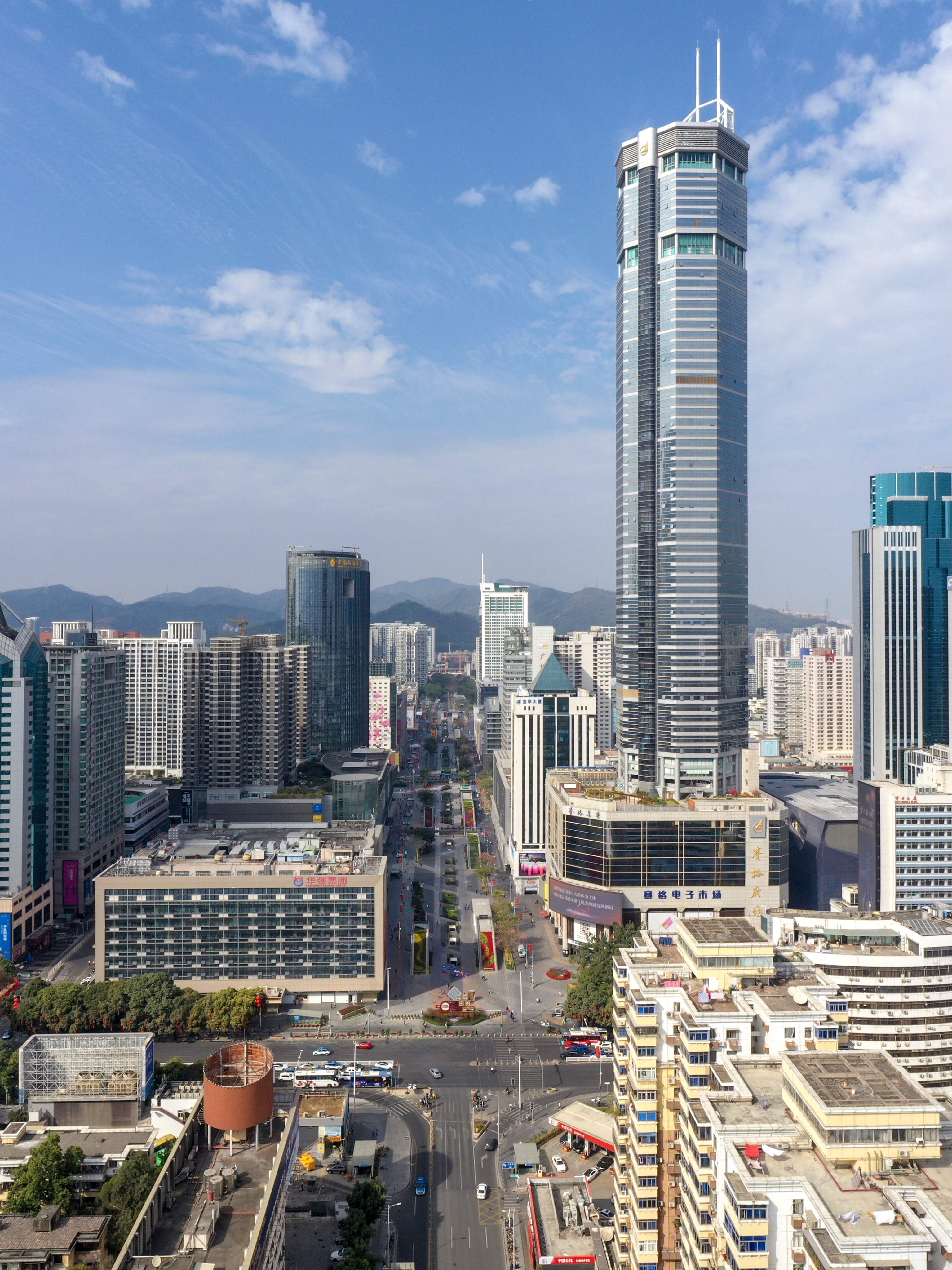
SEG Plaza med Shennan Cross i Huaqiangbei

### Konstruktion
Byggnaden består av en stålarmerad betongkärna med yttre stålrörspelare fyllda med betong. Den har fyra källarplan.
Den byggdes för SEG Plaza Investment and Development med investeringar från Shenzhen SEG Group Co. Ltd. Tornet utformades av det kinesiska arkitektföretaget Hua Yi Designing Consultants Limited (kinesiska: 华艺设计顾问有限公司).

## Skakning 2021
Den 18 maj 2021 började byggnaden skaka, vilket ledde till en akut evakuering. Byggnaden förblev stängd tre dygn medan inspektioner utfördes. En inledande undersökning uteslöt en jordbävning som orsak till skakningen och byggnadens huvudstruktur var säker utan några sprickor i byggnaden eller omgivningen.
Myndigheterna förklarade senare skakningen som ett resultat av vindar som fick en mast på taket att vibrera. Masten användes för flygledning och åskskydd. Masten har sedan tagits bort och ersatts av en alternativ struktur som ger samma funktioner. Byggnadens nya höjd är för närvarande (2022) okänd, den ursprungliga masten lade till 64 m till byggnadens höjd.

## Våningar
Byggnadens takhöjd är 292 meter. Det finns totalt 71 våningar ovan jord (72 om man räknar med helikopterplattan) och 4 våningar under jord. Den totala golvytan är 170 000 kvadratmeter. De fyra våningarna under jord är parkeringsgarage.

### SEG Electronics Market och huvudbyggnaden
Planen från 1:a till 10:e våningen tas upp av SEG Electronics Market, en stor marknad för elektronikkomponenter och färdiga produkter av internationell betydelse. Namnen SEG Electronics Market och SEG Market används också ibland metonymiskt för det omgivande området, inklusive andra elektronikmarknader i närliggande byggnader.
11:e våningen är en rekreationsvåning. Markplanet och 12:e våningen är europeiska restauranger och ett livsmedelscenter för anställda i byggnaden. Våningarna 13 till 69 är kontorsutrymmen (varav våningarna 19, 34, 49 och 63 är beredskapsutrymmen och skyddsrumsnivåer); 70:e och 71:a våningen är utsiktsplats (stängd) och 72:a våningen är en helikopterlandningsplats.